# 대호
《대호》는 2014년에 제작하여 1년 늦은 2015년에 개봉한 대한민국의 영화이다. 박훈정 감독의 작품으로, 최민식, 정만식, 김상호가 출연했다. 일제강점기인 1925년이 시간적 배경으로 지리산에 사는 조선 마지막 호랑이를 잡기 위한 사냥꾼의 이야기를 다룬다.

## 줄거리
조선 호랑이와 호랑이를 사냥하는 사냥꾼 천만덕의 이야기를 그린 작품.

## 캐스팅
- 최민식 - 천만덕 역
- 정만식 - 구경 역
- 김상호 - 칠구 역
- 성유빈 - 천석 역
- 오스기 렌 - 마에노조 역
- 정석원 - 류 역
- 김홍파 - 약재상 역
- 라미란 - 칠구의 아내 역
- 현승민 - 선이 역
- 우정국 - 우포수 역
- 박인수 - 박포수 역
- 이은우 - 말년 역
- 유재명 - 유포수 역
- 김예준 - 어린 석 역
- 다케다 히로미츠 - 마에조노부관 2 역
- 곽민준 - 산신제 일본인 조사자 1 역
- 손성찬 - 산신제 일본인 조사자 2 역
- 박지환 - 환포수 역
- 한동욱 - 한포수 역
- 안상우 - 안포수 역
- 연준원 - 연포수 역
- 권지훈 - 권포수 역
- 곽진석 - 곽포수 역
- 나주호 - 나포수 역
- 조하석 - 길라잡이 조씨 역
- 김서원 - 길라잡이 김씨 역
- 김진혁 - 엽물꾼 김씨 역
- 류대식 - 엽물꾼 류씨 역
- 이원희 - 엽물꾼 이씨 역
- 황성호 - 엽물꾼 황씨 역
- 박성택 - 포수대 중위 장교 역
- 강민호 - 포수대 소위 장교 역
- 남경민 - 마에조노 대위 전속부관 역
- 우광제 - 마에조노 소좌 전속부관 역
- 배현경 - 20사단 장교 1 역
- 설창희 - 20사단 장교 2 역
- 최리호 - 20사단 장교 3 역
- 이창호 - 20사단 장교 4 역
- 김용기 - 20사단 장교 5 역
- 남연우 - 철포회수대 소대장 역
- 김성현 - 철포회수대 중대장 역
- 이상민 - 철포회수대 1 역
- 채성원 - 철포회수대 2 역
- 조경섭 - 철포회수대 3 역
- 윤성민 - 철포회수대 4 역
- 주창욱 - 철포회수대 5 역
- 송승현 - 철포회수대 폭파병 1 역
- 양호성 - 철포회수대 폭파병 2 역
- 정수용 - 철포회수대 폭파병 3 역
- 박상훈 - 군경병 1 역
- 김선웅 - 군경병 2 역
- 김성종 - 군경병 3 역
- 김문찬 - 군경병 4 역
- 조춘호 - 마에조노 운전병 역
- 백동현 - 몰이꾼 1 역
- 신성일 - 몰이꾼 2 역
- 장한별 - 몰이꾼 3 역
- 김도혁 - 몰이꾼 4 역
- 배한용 - 몰이꾼 5 역
- 설동혁 - 몰이꾼 6 역
- 조성훈 - 몰이꾼 7 역
- 한수호 - 몰이꾼 8 역
- 조용우 - 과거 몰이꾼 1 역
- 황태준 - 과거 몰이꾼 2 역
- 이원진 - 포수대 사진병 역
- 신두환 - 포수대 사진병 보조 역
- 전현우 - 포수대 작업병 역
- 양준호 - 약재상 점원 역
- 조경섭 - 구경 동생 역
- 모정민 - 산신제 제관 역
- 이정관 - 산신제 집사 역
- 곽진석 - 범(모션캡쳐) 역

## 수상
- 2016년 제21회 춘사영화상 기술상 - 조용석 (CG)
- 2016년 제36회 황금촬영상 작품대상
- 2016년 제36회 황금촬영상 감독상 - 박훈정
- 2016년 제36회 황금촬영상 심사위원특별상 - 정만식
- 2016년 제53회 대종상 첨단기술특별상 - 조용석, 황효균, 곽태용, 정도안, 김태의

## 같이 보기
- 더 헌터 (2011년 오스트레일리아 영화)